# Форд Хајтс (Илиноис)
Форд Хајтс (енгл. Ford Heights) град је у америчкој савезној држави Илиноис.

## Демографија
По попису из 2010. године број становника је 2.763, што је 693 (-20,1%) становника мање него 2000. године.
| Група             | 2000.         | 2010.         |
| Белци             | 47 (1,4%)     | 40 (1,4%)     |
| Афроамериканци    | 3.314 (95,9%) | 2.642 (95,6%) |
| Азијати           | 4 (0,1%)      | 3 (0,1%)      |
| Хиспаноамериканци | 87 (2,5%)     | 42 (1,5%)     |
| Укупно            | 3.456         | 2.763         |